# Policlinico

Policlinico is een metrostation in de Italiaanse hoofdstad Rome. Het station werd geopend op 8 december 1990 en wordt bediend door de lijnen B en B1 van de metro van Rome. Het station is genoemd naar de polikliniek Umberto I aan de zuidkant van de Piazza Sassari. De perrons liggen onder het plein terwijl de toegangen aan weerszijden van de Viale Regina Margherita en de Viale Regina Elena liggen. De Sapienza universiteit ligt iets zuidelijker aan de Viale Regina Elena.
Op 29 november 2020 werd het station gesloten in verband met de vervanging van de roltrappen.  